# Chrysometa cambara
Chrysometa cambara là một loài nhện trong họ Tetragnathidae.
Loài này thuộc chi Chrysometa. Chrysometa cambara được Herbert W. Levi miêu tả năm 1986.